# Glogovec Zagorski
Glogovec Zagorski is een plaats in de gemeente Tuhelj in de Kroatische provincie Krapina-Zagorje. De plaats telt 104 inwoners (2001).